# Nathalie Fauquette
 (juin 2025).
Nathalie Fauquette (née le 23 mars 1987 à Villeneuve-d'Ascq) est une gymnaste spécialisée en gymnastique rythmique, danseuse et professeur de yoga française.

## Carrière

### Gymnastique rythmique
Elle a commencé la gymnastique à l'âge de sept ans, d'abord au club de Villeneuve-d'Ascq puis Haubourdin et enfin Calais GRS où elle fut entraînée par Katia Guillère.
Elle passe un baccalauréat scientifique au lycée Sophie Berthelot de Calais en juin 2004.
Faisant partie de l'équipe de France, elle a espéré pouvoir représenter la France aux Jeux olympiques de 2008. Elle a dû cependant renoncer à pouvoir y participer à la suite d'une erreur lors des qualifications.

### Danse
En 2008, Kamel Ouali l'intègre à la troupe de sa comédie musicale Cléopâtre, la dernière reine d'Égypte.
En 2010, elle obtient le rôle de Mina dans un autre spectacle de Kamel Ouali, Dracula, l'amour plus fort que la mort. Elle y danse et joue la comédie.
Elle rejoint la Compagnie Hybride sur le spectacle des ANOC awards 2016 au Qatar, et participe depuis aux événements de la compagnie.
En 2018 elle rejoint la compagnie Kafig dirigée par Mourad Merzouki au CCN de Créteil.
Actuellement sur le spectacle Vertikal.

### Yoga
Professeur de yoga, elle propose des cours de yoga ashtanga en vidéo sur YouTube, sur la page du magazine Elle.